# Le siège de Corinthe
Le siège de Corinthe (dt.: Die Belagerung von Korinth, it.: L’assedio di Corinto) ist eine Oper (Originalbezeichnung: „tragédie-lyrique“) in drei Akten von Gioachino Rossini (Musik) mit einem Libretto von Luigi Balocchi und Alexandre Soumet. Sie ist eine Umarbeitung seines 1820 erschienenen Maometto II für die französische Oper. Die Uraufführung erfolgte am 9. Oktober 1826 an der Académie Royale de Musique in Paris.

## Handlung
Die Handlung spielt im Jahr 1458, wenige Jahre nach der Eroberung Konstantinopels durch die Osmanen unter Sultan Mehmed II., der hier Mahomet genannt wird. Nun stehen sie kurz vor der Erstürmung der Stadt Korinth. Die Lage der griechischen Verteidiger unter ihrem Anführer Cléomène ist aussichtslos. Dennoch entscheiden sie sich dafür, weiterzukämpfen. Um seine Tochter Pamyra zu schützen, verspricht Cléomène ihre Hand seinem Offizier Néoclès. Pamyra ist wenig begeistert darüber, denn sie hatte sich bereits vor Jahren in Athen in Almanzor verliebt. Die Osmanen erobern die Stadt und nehmen Cléomène gefangen. Die Griechen können nur noch die Zitadelle halten. Pamyra bittet Mahomet um Gnade für ihren Vater. Dabei erkennt sie in dem Eroberer ihren früheren Geliebten wieder. Auch Mahomet hat sie nicht vergessen. Er verspricht, Griechenland zu schonen, wenn sie sich mit ihm vermählt. Cléomène verweist auf ihre Verlobung mit Néoclès und verflucht seine Tochter, als sie mit der Entscheidung zögert. Sie folgt Mahomet mit schweren Gewissensbissen in sein Lager. Dort bereiten die Osmanen die Hochzeit vor. Néoclès folgt ihr, wird aber ebenfalls gefangen genommen. Die Feierlichkeiten werden unterbrochen, als den Griechen ein Teilsieg gelingt und die Osmanen wieder zum Kampf ausrücken müssen. Sie schlagen die Griechen vernichtend. Die letzten Überlebenden ziehen sich in das Grabgewölbe zurück, wo sie sich auf den Märtyrertod vorbereiten. Hier versöhnt sich Pamyra wieder mit ihrem Vater, indem sie sich vor dem Grab ihrer Mutter mit Néoclès vermählt. Die siegreichen Muslime dringen in die Katakomben ein. Pamyra entzieht sich Mahomet mit einer Selbstmorddrohung. In diesem Moment bricht das Gewölbe zusammen und gibt den Blick auf die brennende Stadt frei.

### Erster Akt
Vorhalle des Senatspalasts in Korinth

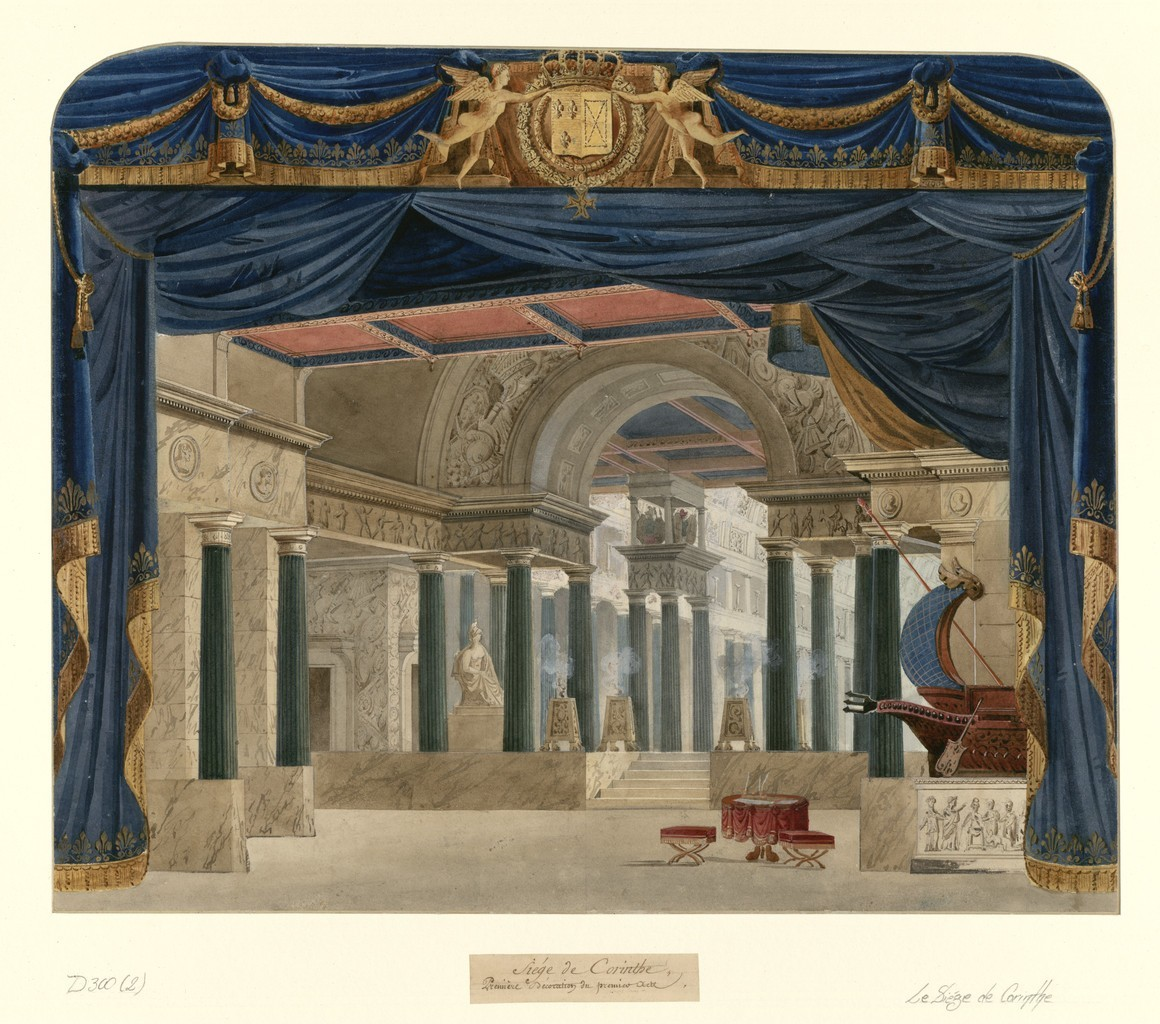
Vorhalle des Senatspalasts in Korinth, erster Akt, Szene 1, Paris 1826

Szene 1. Angesichts der drohenden Eroberung Korinths durch die Osmanen beraten der griechische Anführer Cléomène, der junge Offizier Néoclès und der alte Grabwächter Hiéros mit den griechischen Soldaten über die Lage (Introduktion: „Ta noble voix seigneur“). Ihr Aufstand gegen die türkischen Eroberer droht zu scheitern. Da mittlerweile die tapfersten Krieger gefallen sind, bittet Cléomène die Anwesenden um ihre Meinung, ob sie weiterkämpfen oder die Stadt übergeben wollen. Néoclès und Hiéros gelingt es, den anderen wieder Mut zu machen. Cléomène fordert alle auf, zu schwören, dass sie bis zum Tod kämpfen werden (Rezitativ: „Vaillants guerriers“). Die Soldaten entfernen sich.
Szene 2. Cléomène und Hiéros bekräftigen ihre Hoffnung auf ein glückliches Ende (Rezitativ: „La Grèce est libre encore“). Nachdem Hiéros die Szene verlassen hat, erinnert Néoclès Cléomène daran, dass er ihm die Hand seiner Tochter Pamyra versprochen hatte (Szene: „Ta fille m’est promise“). Cléomène versichert ihm, dass er sein Wort halten werde.
Szene 3. Pamyra gesellt sich zu ihnen. Cléomène teilt ihr mit, dass er sie zu ihrer eigenen Sicherheit noch heute mit Néoclès verheiraten wolle. Pamyra gesteht ihnen, dass ihr Herz bereits einem anderen gehöre: Almanzor, den sie in Athen kennengelernt hatte (Trio: „Disgrâce horrible!“).
Szene 4. Griechische Soldaten und Frauen erscheinen auf der Szene und flehen die Anwesenden um Hilfe an, da die Osmanen unmittelbar davor stehen, die Stadtmauern zu überwinden. Bevor sich Cléomène mit Néoclès auf den Weg zur Verteidigung der Zitadelle macht, gibt er seiner Tochter einen Dolch. Damit soll sich im schlimmsten Fall selbst das Leben nehmen.
Der Stadtplatz von Korinth
Szene 5. In Verfolgung der Griechen drängen die siegreichen muslimischen Soldaten herein (Marsch und Chor der Türken: „La flamme rapide“).
Szene 6. Mahomet ermahnt seine Krieger, die Kunstschätze der Stadt und des Palasts zu schonen (Rezitativ: „Qu’à ma voix“ – Arie: „Chef d’un peuple indomptable“).
Szene 7. Mahomets Vertrauter Omar meldet, dass die Griechen besiegt wurden (Szene und Anfang des Finale I: „Nous avons triomphé“). Die Zitadelle werde zwar noch verteidigt, aber einer der griechischen Offiziere sei gefangen genommen worden. Mahomet befiehlt, ihn am Leben zu lassen, da er ihn verhören wolle. Er erzählt Omar, dass er bereits früher unter dem Namen Almanzor Griechenland besucht und sich in Athen verliebt habe. Daher wolle er Milde walten lassen.
Szene 8. Der gefangene Cléomène wird herbeigebracht. Mahomet fordert ihn auf, seine Soldaten zur Kapitulation zu bewegen. Cléomène weigert sich. Er erklärt, dass seine Leute die Zitadelle bis zum Tod verteidigen werden. Mahomet befiehlt, ihn abzuführen.
Szene 9. Pamyra, ihre Vertraute Ismène und andere griechische Frauen erscheinen. Pamyra fleht den Sultan um Gnade für ihren Vater an. Mahomet und Pamyra erkennen sich wieder. Sie ist entsetzt, ihren damaligen Geliebten als Eroberer wiederzusehen (Fortsetzung des Finale I: „Ah! l’amant qui m’enchaîne“). Mahomet aber ist gerührt. Er will Pamyra wieder für sich gewinnen und bittet sie, ihm in sein Lager zu folgen. Dann werde er Griechenland verschonen. Cléomène widerspricht und verweist auf die Verlobung seiner Tochter mit Néoclès. Pamyra ist hin- und hergerissen zwischen Liebe und Pflicht. Cléomène verflucht sie zornig. Pamyra lässt sich schließlich von Mahomet fortführen.

### Zweiter Akt
Im Zelt Mahomets

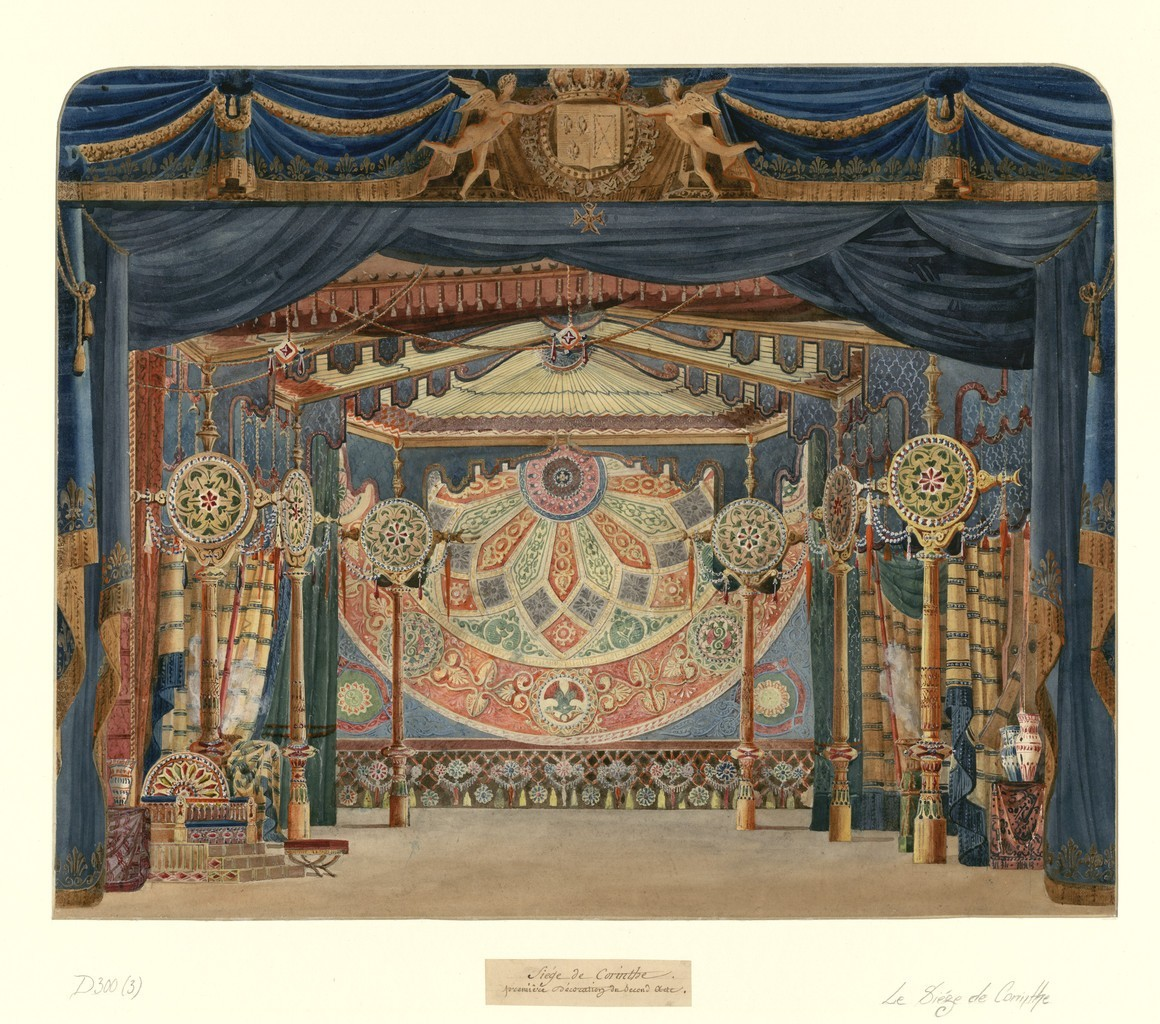
Zelt Mahomets, zweiter Akt, Szene 1, Paris 1826

Szene 1. Umgeben von Ismène und türkischen Frauen klagt Pamyra über ihr Schicksal (Rezitativ: „Que vais-je devenir?“). Sie gedenkt ihrer verstorbenen Mutter, während die Frauen sie darauf hinweisen, dass sich durch ihre Hochzeit mit Mahomet das Schicksal Griechenlands wenden werde (Arie mit Chor: „Du séjour de la lumière“).
Szene 2. Mahomet versucht Pamyra mit Geschenken und Schmeicheleien für sich zu gewinnen (Szene: „Rassure-toi“). Pamyra verzweifelt, weil sie Gott untreu war und von ihrem Vater verflucht wurde. Sie bricht in Tränen aus und sehnt sich nach dem Tod. Mahomet kann sie nicht trösten (Duett: „Que vois-je“).
Szene 3. Zur bevorstehenden Hochzeit Mahomets mit Pamyra erscheinen Omar, türkische Soldaten, Höflinge, Imame, Haremsdamen und andere (Chor: „La fête d’Hyménée“). Ihr Jubel steht in starkem Kontrast zu den Gefühlen Pamyras, die Ismène in einer Ballade beschreibt („L’hymen lui donne une couronne“). Die Anwesenden versuchen noch einmal, sie zu beruhigen. Nach zwei Tänzen (Airs de dance) wird der Altar für die Hochzeitszeremonie vorbereitet (Hymne: „Divin prophète“). Aber bevor diese beginnen kann, ist von draußen Lärm zu hören (Rezitativ: „Quel bruit se fait entendre?“).
Szene 4. Omar führt den gefesselten Néoclès herein, der beim Versuch, Pamyra zurückholen, gefangen wurde. Um ihn zu retten, gibt Pamyra vor, er sei ihr Bruder. Mahomet glaubt ihr und lässt seine Fesseln lösen, damit er der Hochzeitsfeier bewohnen kann (Anfang des Finale II: „Il est son frère“). Pamyra ist der Verzweiflung nahe, und Néoclès sinnt auf Rache.
Szene 5. Omar erscheint erneut. Diesmal hat er schlechte Nachrichten: Den Korinthern sei es gelungen, die osmanischen Truppen zurückzuschlagen und ihnen die Waffen abzunehmen (Fortsetzung des Finale II: „Corinthe nous défie“). Auf der Zitadelle im Hintergrund zeigen sich griechische Frauen und Soldaten und rufen zum Kampf und Martyrium auf. Die Türken bereiten sich auf die Schlacht vor. Mahomet weist Pamyra darauf hin, dass das Schicksal des Landes nun ihn ihrer Hand liege. Wenn sie nicht einlenke, werden alle Griechen durch Schwert und Feuer umkommen. Zur Freude Néoclès’ erklärt Pamyra, dass sie zusammen mit ihrem Volk als Märtyrerin sterben wolle. Enttäuscht und wütend ruft Mahomet seine Leute zu den Waffen. Pamyra und Néoclès werden abgeführt.

### Dritter Akt
Das Grabgewölbe von Korinth, erleuchtet von mehreren Feuern

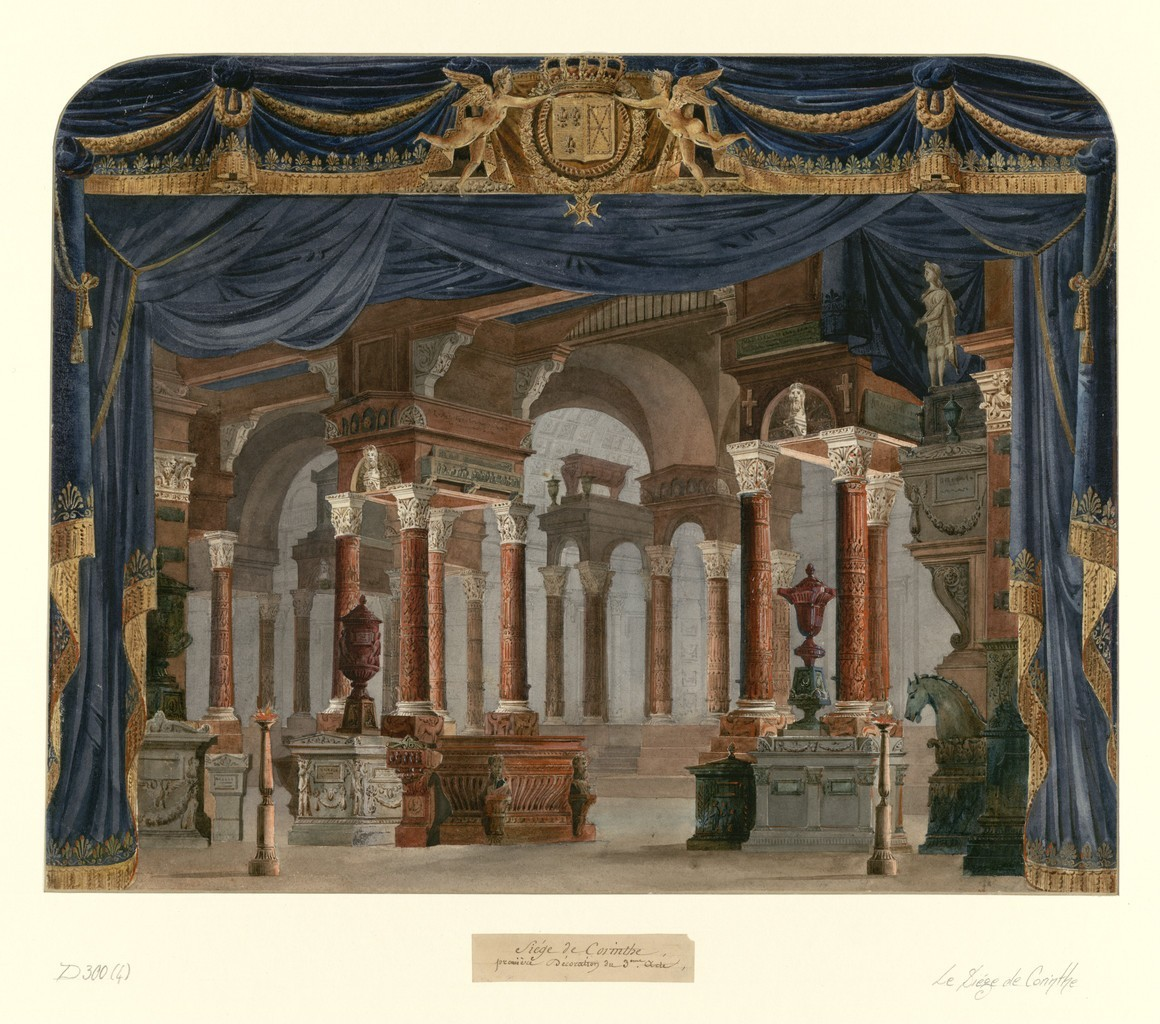
Grabgewölbe, dritter Akt, Szene 1, Paris 1826

Szene 1. Néoclès ist die Flucht gelungen. Er hat sich in die Katakomben zurückgezogen (Rezitativ: „Avançons“).
Szene 2. Cléomènes Vertrauter Adraste begrüßt den Ankömmling. Néoclès berichtet, wie er zusammen mit Pamyra entkommen ist. Er bittet Adraste, Cléomène davon zu unterrichten und ihn zu holen, weil Pamyra sich mit ihm versöhnen wolle.
Szene 3. Néoclès hört, wie oberhalb des Gewölbes die Griechen – darunter auch Pamyra – um Rettung beten (Prière: „O toi que je révère“). Auch er selbst richtet seine Gedanken an Gott (Arie: „Grand Dieu, faut-il qu’un peuple“). Zwar hat er keine Hoffnung mehr für sein Volk, geht aber davon aus, dass die Eroberer bald ihre gerechte Strafe treffen werde. Dann gedenkt er Pamyras, die der Tod am Grab ihrer Mutter erwartet.
Szene 4. Cléomène betritt das Gewölbe. Er ist noch immer voller Zorn auf seine Tochter, die er für eine Verräterin hält. Néoclès verteidigt sie (Szene: „Cher Cléomène“).
Szene 5. Auch Pamyra steigt in die Katakomben hinab. Ihr Vater wirft ihr erneut Verrat vor. Pamyra erklärt, dass sie zum Tod bereit sei. Vorher aber wolle sie sich noch am Grab ihrer Mutter mit Néoclès vermählen. Das überzeugt Cléomène von ihrer Treue. Er segnet das Paar. Gemeinsam rufen sie die himmlischen Vorsehung an, die Leiden des Volks zu beenden (Trio: „Céleste providence“). Cléomène und Néoclès verabschieden sich von Pamyra, um zu ihren Leuten zurückzukehren. Sie werden sich dereinst im Himmel wiedersehen.

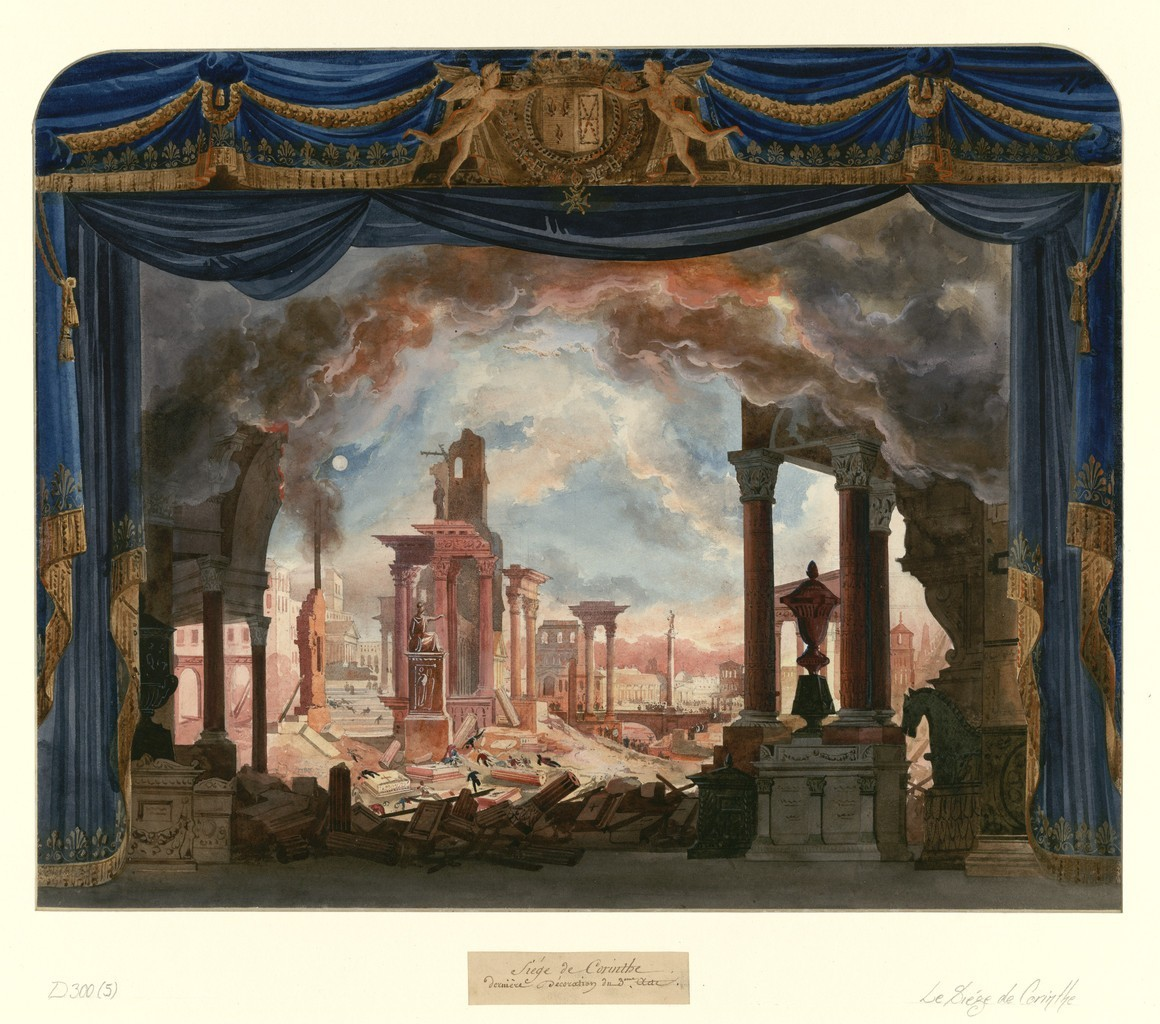
Der Brand Korinths, dritter Akt, Schlussszene, Paris 1826

Szene 6. Hiéros hält Cléomène und Néoclès auf. Er führt Adraste, Ismène, Frauen, Mädchen und die letzten überlebenden griechischen Krieger herein, denen die Osmanen bereits auf den Fersen sind (Rezitativ: „Je viens de parcourir“). Ihre einzige Hoffnung besteht nun in einem glorreichen Tod. Cléomène fordert Hiéros auf, die Fahnen zu segnen, um die Anwesenden auf den Märtyrertod vorzubereiten. Hiéros lässt zuvor Soldaten und Frauen schwören, bis zum Tod für das Vaterland zu kämpfen (Szene: „Fermez-vous tous vos cœurs“). Nach seinem Segen hat Hiéros eine Vision: Das Land werde nach fünf Jahrhunderten der Sklaverei seine Freiheit wiedergewinnen. Er erinnert an die Schlacht bei Marathon, den spartanischen König Leonidas I. und die Schlacht bei den Thermopylen. Alle stimmen in die Durchhalteparolen ein (Chor: „Répondons à ce cri de victoire“). Die Männer entfernen sich zum allerletzten Gefecht.
Szene 7. Pamyra, Ismène und die anderen griechischen Frauen sind im Grabgewölbe zurückgeblieben. Pamyra hält eine Ansprache, in der sie die Frauen auf den bevorstehenden Tod vorbereitet (Rezitativ: „L’heure fatale approche“). Alle bitten Gott um Gnade und ein Ende ihres Leids (Prière/Gebet mit Chor: „Juste ciel!“). Anhand des Kampflärms erkennt Pamyra, dass die Türken endgültig gesiegt haben (Finale III: „Mais quels accents se font entendre“). Sie erwartet ihre Ankunft.
Szene 8. Die siegreichen Muslime drängen herein, um die letzten Überlebenden niederzumetzeln. Die Frauen sehen dem Tod entgegen.
Szene 9. Mahomet kommt hinzu. Er betrachtet Pamyra als seine Beute. Sie jedoch droht, sich mit ihrem Dolch selbst zu töten. In diesem Moment bricht Feuer aus. Das Gewölbe stürzt ein. Im Hintergrund ist das brennende Korinth zu sehen.

## Gestaltung

### Instrumentation
Die Orchesterbesetzung der Oper enthält die folgenden Instrumente:
- Holzbläser: Piccoloflöte, zwei Flöten, zwei Oboen, zwei Klarinetten, zwei Fagotte
- Blechbläser: vier Hörner, zwei Trompeten, drei Posaunen, Ophikleide
- Pauken, Große Trommel, Becken, Triangel, Rührtrommel, Tamtam
- zwei Harfen
- Streicher
- Bühnenmusik auf der Szene: Flöte, zwei Klarinetten, Fagott, zwei Hörner, zwei Harfen

### Musiknummern
Die Oper enthält die folgenden Musiknummern:
- Ouverture

Erster Akt
- Nr. 1. Introduktion (Cléomène, Néoclès, Hiéros, Adraste, Chor): „Ta noble voix seigneur“ (Szene 1)
  - Rezitativ: „Vaillants guerriers“ (Szene 1)
  - Rezitativ: „La Grèce est libre encore“ (Szene 2)
- Nr. 2. Szene: „Ta fille m’est promise“ (Szene 2–3)
  - Trio (Néoclès, Cléomène, Pamyra, Chor): „Disgrâce horrible!“ (Szene 3–4)
- Nr. 3. Marsch (Szene 5)
  - Chor: „La flamme rapide“ (Szene 5)
- Nr. 4. Rezitativ: „Qu’à ma voix“ (Szene 6)
  - Arie (Mahomet, Chor): „Chef d’un peuple indomptable“ (Szene 6)
- Nr. 5. Szene und Finale I: „Nous avons triomphé“ (Szene 7–9)
  - (Fortsetzung des Finale I:) „Ah! l’amant qui m’enchaîne“ (Szene 9)

Zweiter Akt
- Nr. 6. Rezitativ: „Que vais-je devenir?“ (Szene 1)
  - Arie (Pamyra, Chor): „Du séjour de la lumière“ (Szene 1)
- Nr. 7. Szene: „Rassure-toi“ (Szene 2)
  - Duett (Mahomet, Pamyra): „Que vois-je“ (Szene 2)
  - Chor: „La fête d’Hyménée“ (Szene 3)
  - Rezitativ (Mahomet): „Triomphe Pamyra“ (Szene 3)
- Nr. 8. Ballade (Ismène, Chor): „L’hymen lui donne une couronne“ (Szene 3)
- 1er Air de danse
- 2ème Air de danse
- Nr. 9. Hymne (Chor): „Divin prophète“ (Szene 3)
  - Rezitativ: „Quel bruit se fait entendre?“ (Szene 3–4)
- Nr. 10. Finale II: „Il est son frère“ (Szene 4)
  - (Fortsetzung des Finale II:) „Corinthe nous défie“ (Szene 5)

Dritter Akt
- Nr. 11. Rezitativ: „Avançons“ (Szene 1–3)
  - Prière/Gebet (Chor): „O toi que je révère“ (Szene 3)
- Nr. 12. Arie (Néoclès): „Grand Dieu, faut-il qu’un peuple“ (Szene 3)
- Nr. 13. Szene: „Cher Cléomène“ (Szene 4–5)
  - Trio (Néoclès, Cléomène, Pamyra): „Céleste providence“ (Szene 5)
- Nr. 14. Rezitativ: „Je viens de parcourir“ (Szene 6)
  - Szene: „Fermez-vous tous vos cœurs“ (Szene 6)
  - Chor: „Répondons à ce cri de victoire“ (Szene 6)
- Nr. 15. Rezitativ (Pamyra): „L’heure fatale approche“ (Szene 7)
  - Prière/Gebet (Chor): „Juste ciel!“ (Szene 7)
- Nr. 16. Finale III: „Mais quels accents se font entendre“ (Szene 7–9)

## Werkgeschichte

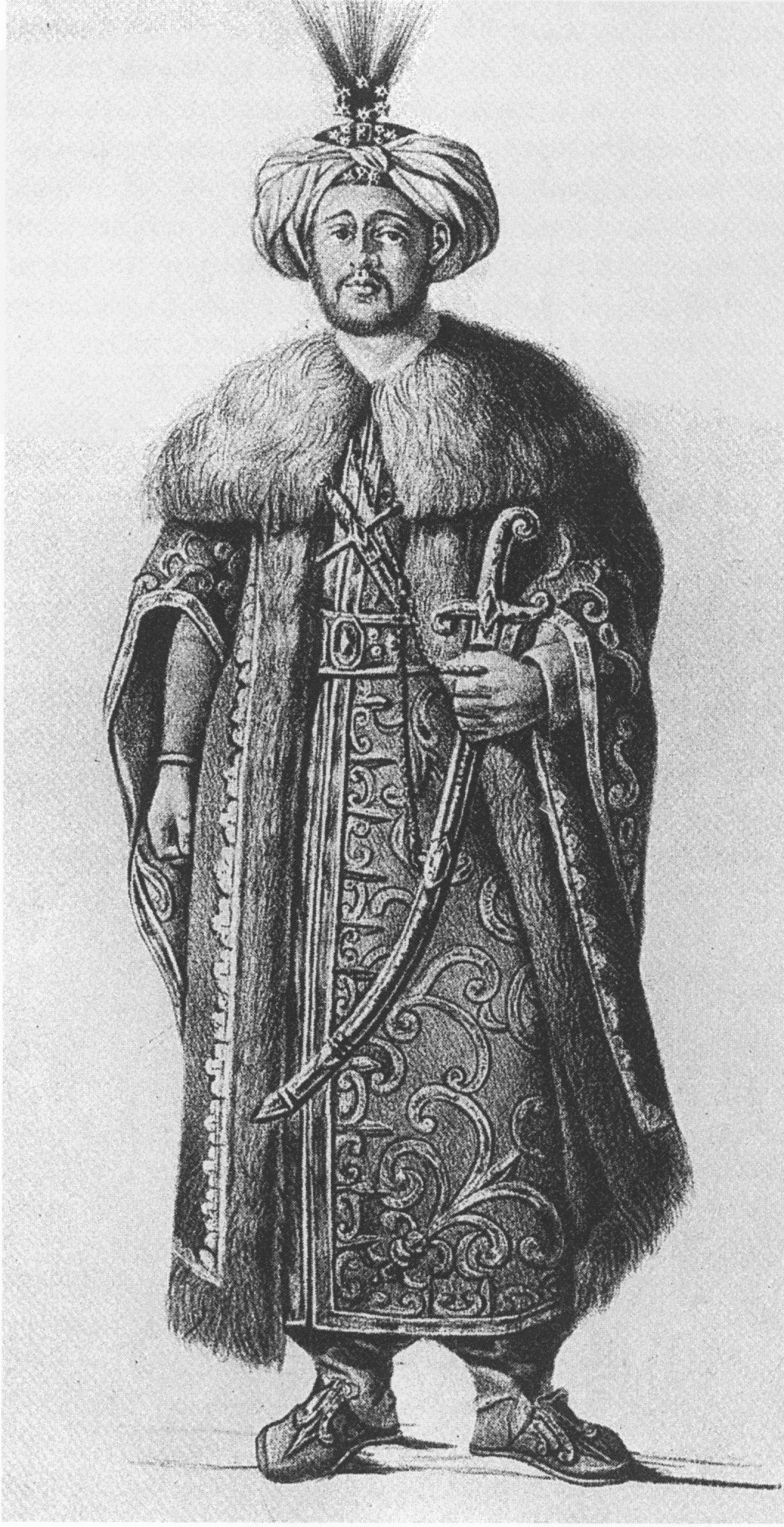
Filippo Galli als Mahomet, Lithographie von Francesco Garzoli, Teatro Apollo, Rom 1830

Am 3. Dezember 1820 wurde im Teatro San Carlo Neapel Rossinis Oper Maometto II uraufgeführt. Sie war kein großer Erfolg. Möglicherweise deshalb entschloss sich Rossini dazu, 1826 in Paris große Teile der Musik für seine neue Oper Le siège de Corinthe wiederzuverwenden.:123 Auch das Libretto ist eine Überarbeitung dieses Werks. Es stammt von Luigi Balocchi und Alexandre Soumet. Während Soumet für die neuen Teile des Werks zuständig war, übernahm Balocchi die Übersetzung der vorhandenen italienischen Teile und die notwendigen Anpassungen an die Musik. Insgesamt sind die Änderungen so umfangreich, dass Le siège de Corinthe als eine neue Oper angesehen wird.:178f
Die griechische Unabhängigkeitsbewegung war eines der populärsten politischen Themen der 1820er Jahre. Bereits am 3. April 1826 hatte Rossini ein Wohltätigkeitskonzert zugunsten der Griechen dirigiert. Nun passte er zusammen mit den beiden Librettisten den historischen Hintergrund der Oper entsprechend an – in der Ursprungsfassung spielte die Handlung noch in der venezianischen Kolonie Negroponte.:88 Die Oper erhielt nun drei statt zwei Akte, und mehrere der Hauptrollen wurden neu gestaltet.:178f Zugleich wurden die Handlung gestrafft und das dramatische Tempo gesteigert.:88 Chöre, Ensembles:123 und Orchester erhielten größeres Gewicht.:276 Die Bedeutung der Liebestragödie wurde zugunsten der historischen Handlung zurückgedrängt, die v. a. in den Chören dargestellt wurde. Der einzige größere Abschnitt, den Rossini neu komponierte, ist das Finale des zweiten Akts mit der Hymne „Divin prophète“.:276 Der Schluss, der in Maometto auf die Rolle der Anna (hier Pamyra genannt) zugeschnitten war, ist nun in einen größeren Zusammenhang von Patriotismus und nationalem Kriegstrauma eingebunden. Neu ist die Segnung der griechischen Fahnen durch den alten Hiéros.:276
Im Gegensatz zur Erstfassung von Maometto II besitzt Le siège de Corinthe eine Ouvertüre. Sie beginnt mit einem religiösen Marsch („marcia religiosa“) aus dem Oratorium Atalia von Johann Simon Mayr, das Rossini noch aus Neapel kannte, und enthält noch weitere Zitate aus eigenen Werken wie der Messa di Gloria.:277 Die ersten 28 Takte entstammen dem Allegro vivace der Ouvertüre von Bianca e Falliero.:116
Le siège de Corinthe ist die erste französische Oper Rossinis. Zwar hatte er bereits im Vorjahr für Paris Il viaggio a Reims komponiert, dies aber noch in italienischer Sprache.:178f 1827 nahm er eine weitere Überarbeitung einer früheren italienischen Oper vor: Aus Mosè in Egitto wurde nun Moïse et Pharaon. Erst 1829 schuf Rossini mit Guillaume Tell eine vollständig neue französische Grand opéra.:124
Bei der Uraufführung am 9. Oktober 1826 in der Salle Le Peletier der Académie Royale de Musique in Paris sangen Laure Cinti-Damoreau (Pamyra), Mlle. Frémont (Ismène), Louis Nourrit (Cléomène), Adolphe Nourrit (Néoclès), Henri-Etienne Dérivis (Mahomet II), Ferdinand Prévost (Omar), Alex Prévost (Hiéros) und M. Bonei/Bonnel (Adraste).:179 Die Inszenierung wurde aufwändig mit exotischen und dramatischen Bühnenbildern gestaltet. Insbesondere die Schlussszene mit dem brennenden Korinth dürfte das Publikum schockiert haben.:89 Die Aufführung war ein großer Erfolg. Nach jedem Akt wurde ausgiebig applaudiert. Einem Bericht im La Quotidienne zufolge wurde Rossini fast eine halbe Stunde lang immer wieder auf die Bühne gerufen, bis die Theaterpagen verkündeten, dass er das Theater verlassen habe. Während der folgenden Nacht habe eine große Zahl von Musikern unter seinen Fenstern das Finale des zweiten Akts gespielt.:179 Die Begeisterung für die Oper hielt lang an. Sie blieb mit Unterbrechungen bis 1844 auf dem Spielplan. Am 24. Februar 1839 wurde bereits die hundertste Aufführung gegeben.:180 Erstmals in seiner Karriere verkaufte Rossini die Oper an einen Verleger. Er erhielt von Eugène Troupenas 6000 Francs dafür. Die gedruckte Partitur widmete er seinem Vater.

Kostüme der Aufführung von 1826
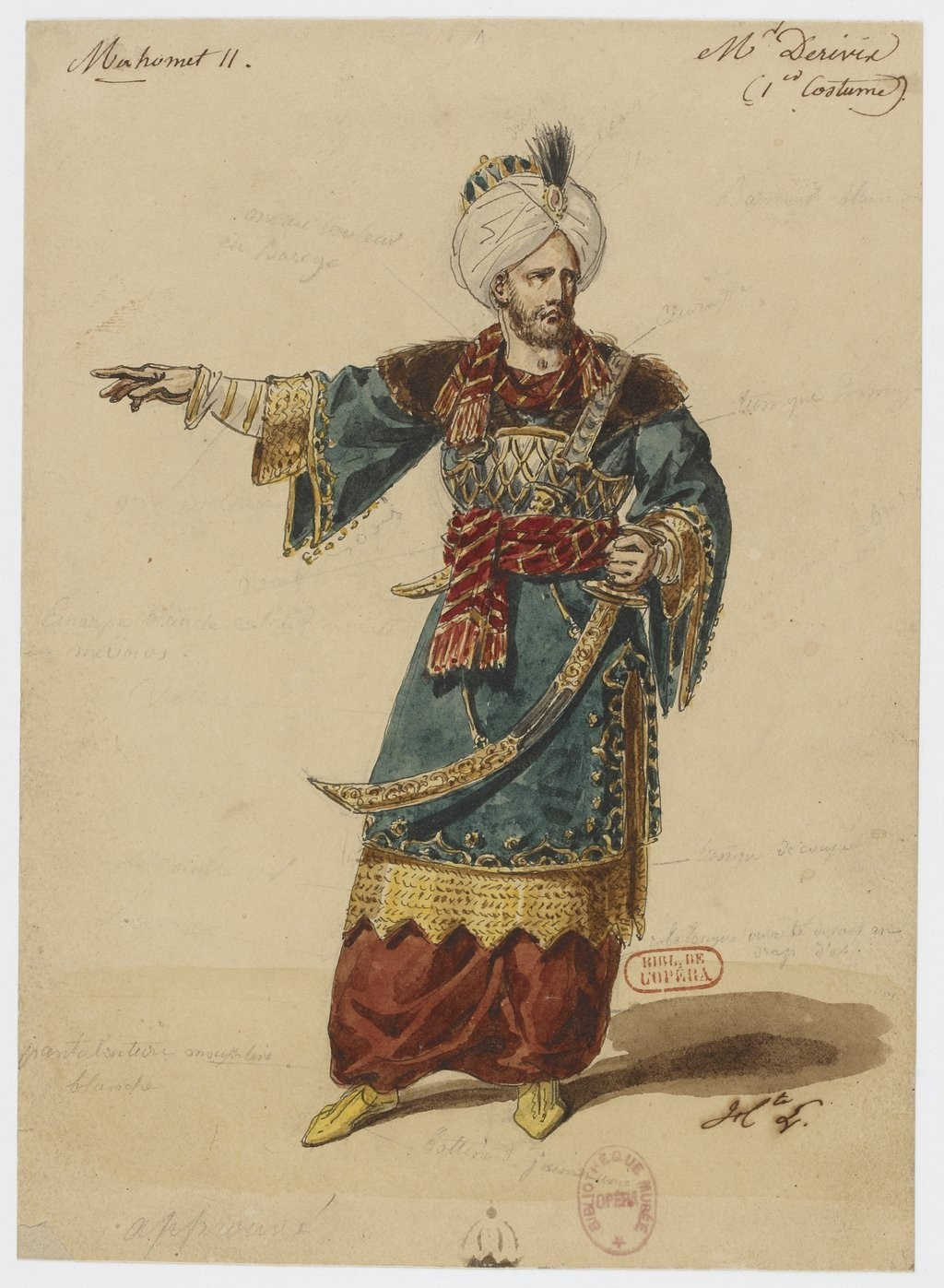
Mahomet II (M. Derivis)
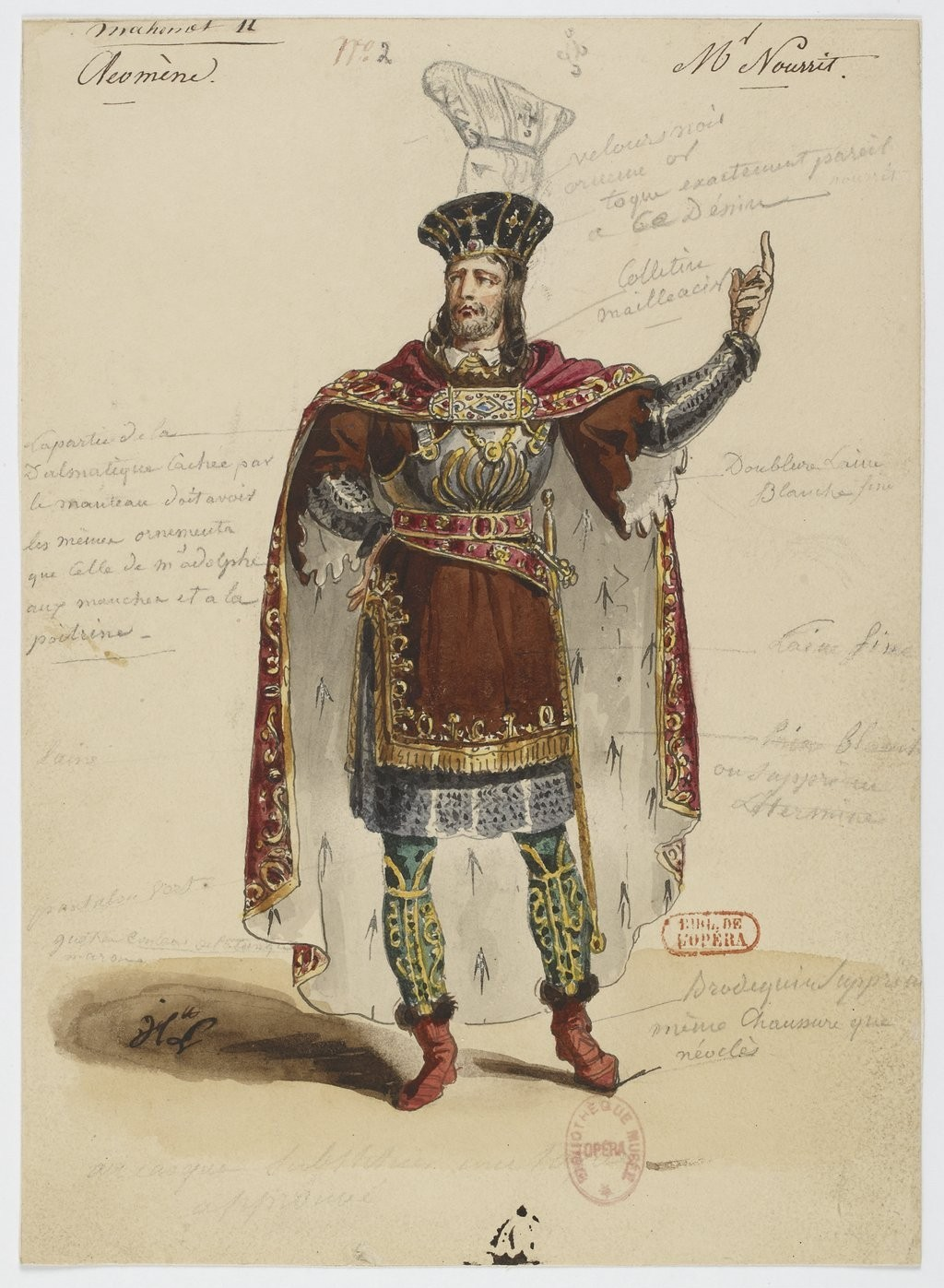
Cléomène (M. Nourrit)
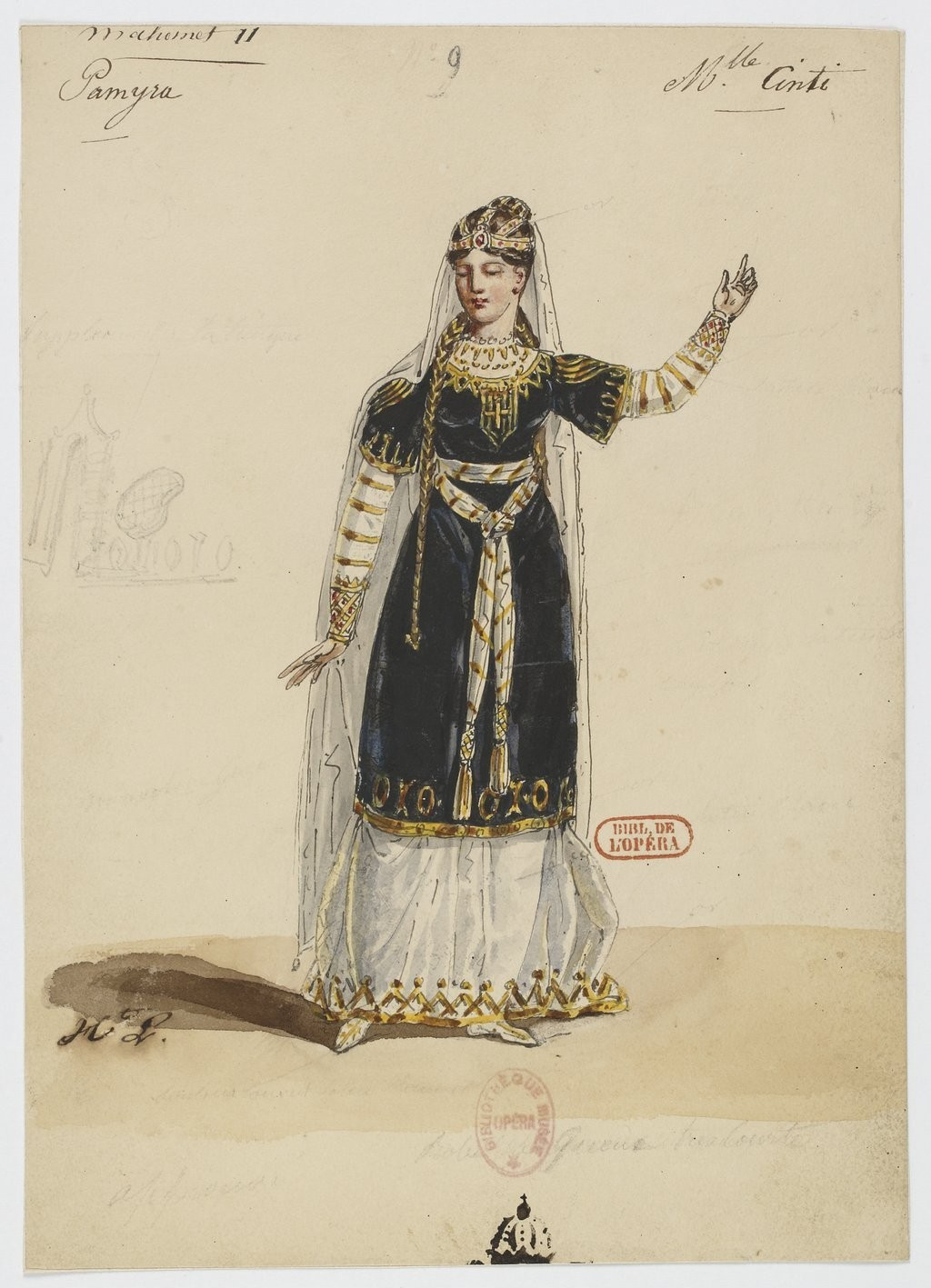
Pamyra (Mlle Cinti)
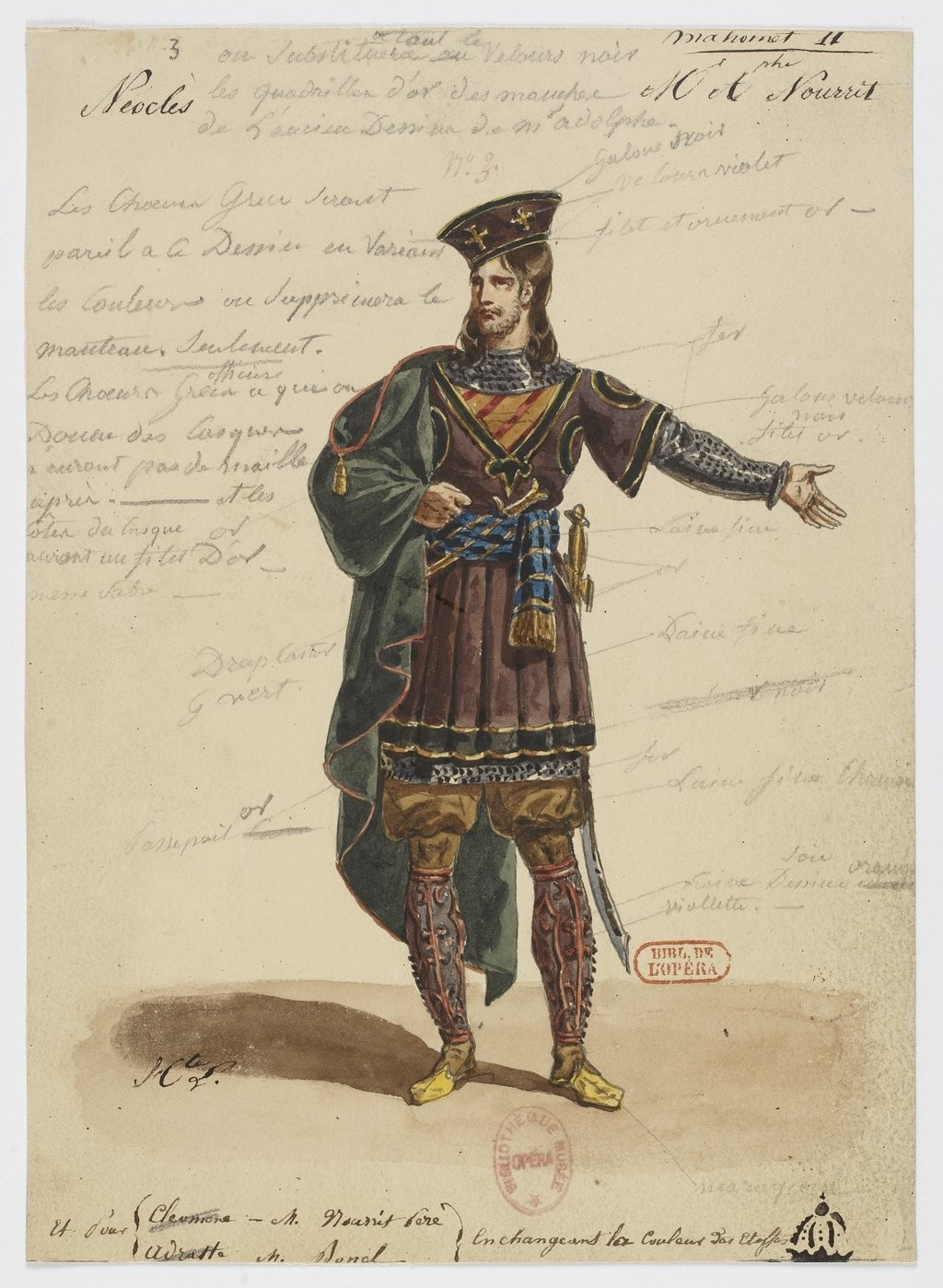
Néoclès (M. Adolphe Nourrit)
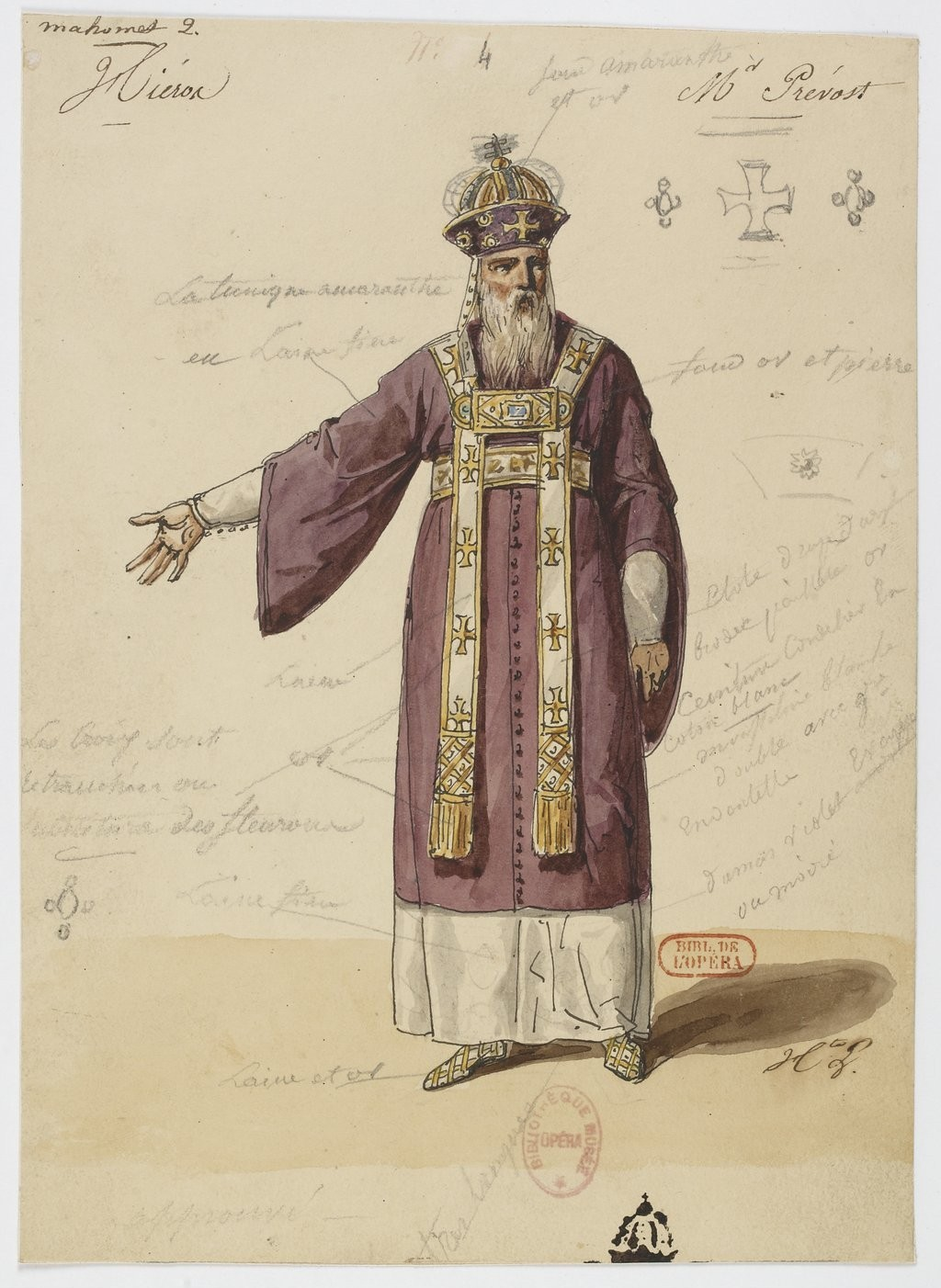
Hiéros (M. Prévost)
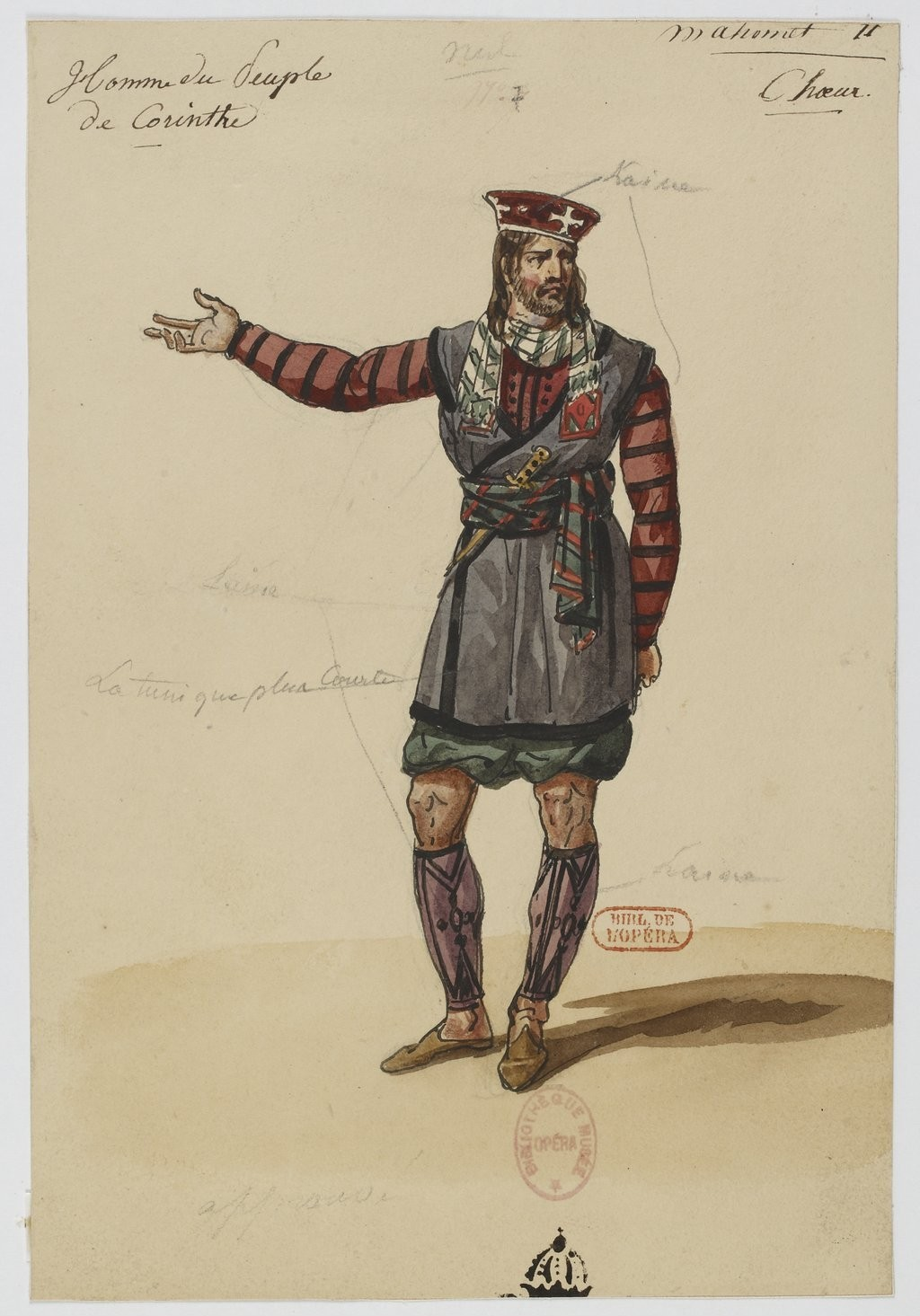
Korinther
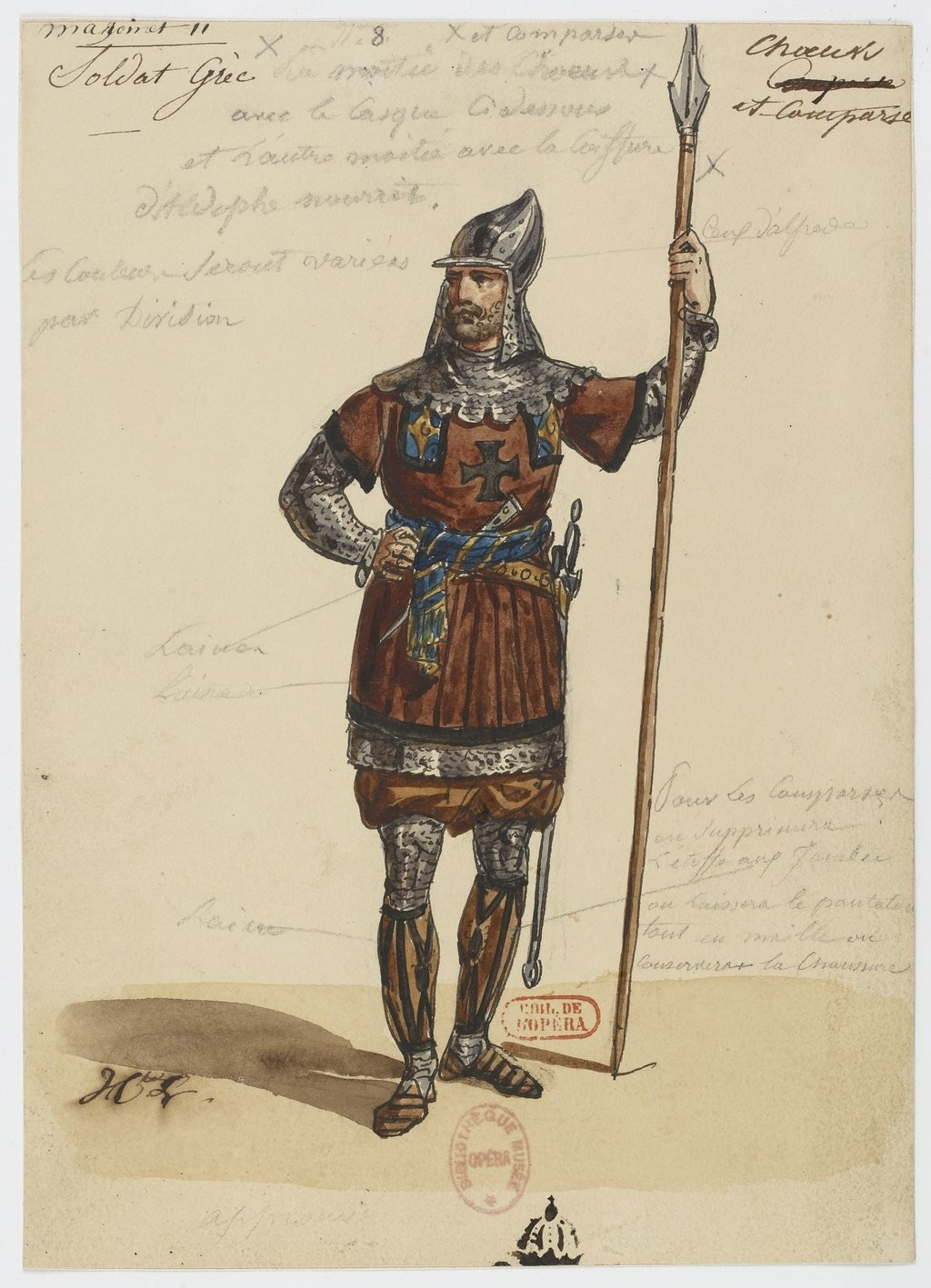
Griechischer Soldat
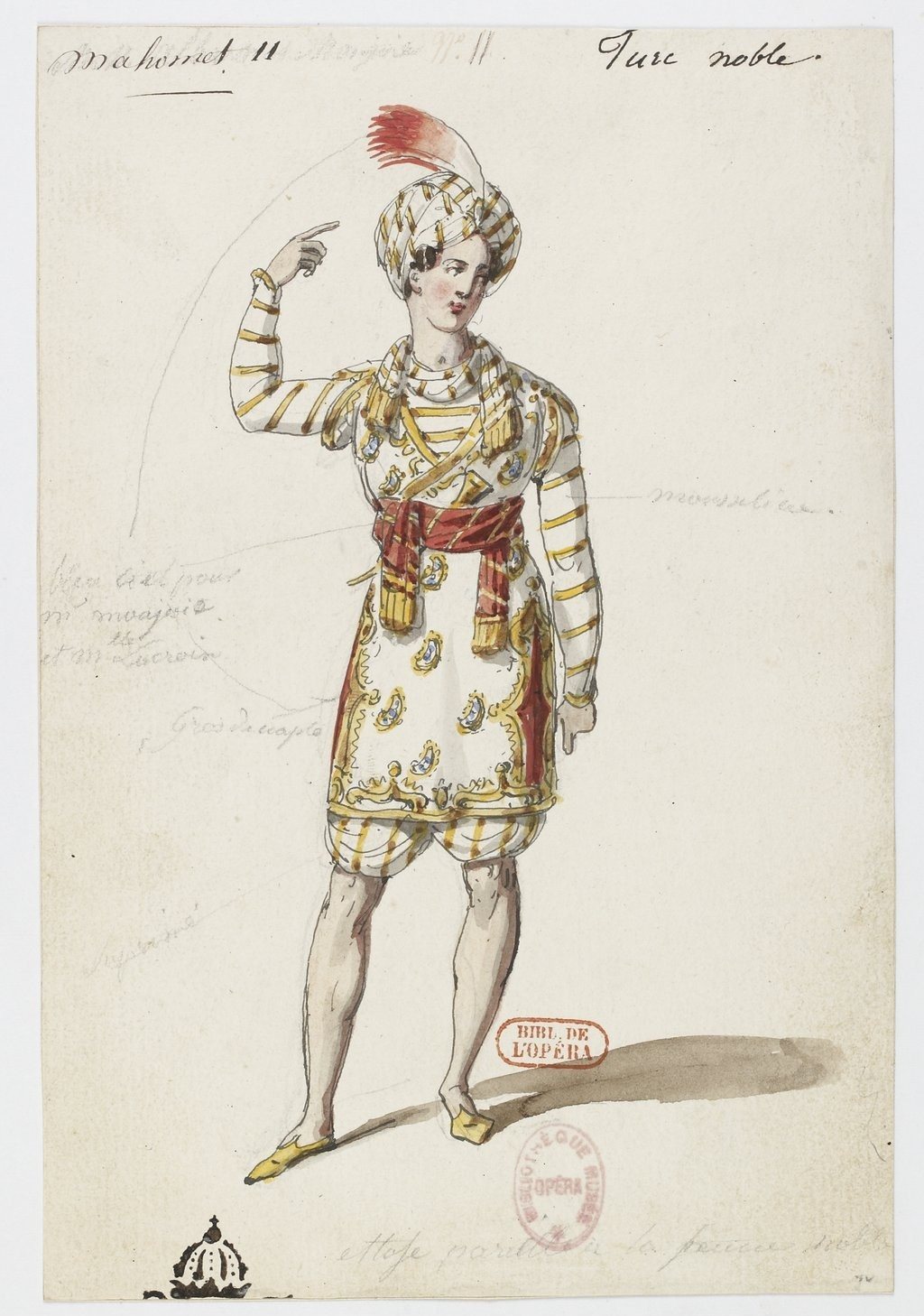
Edler Türke
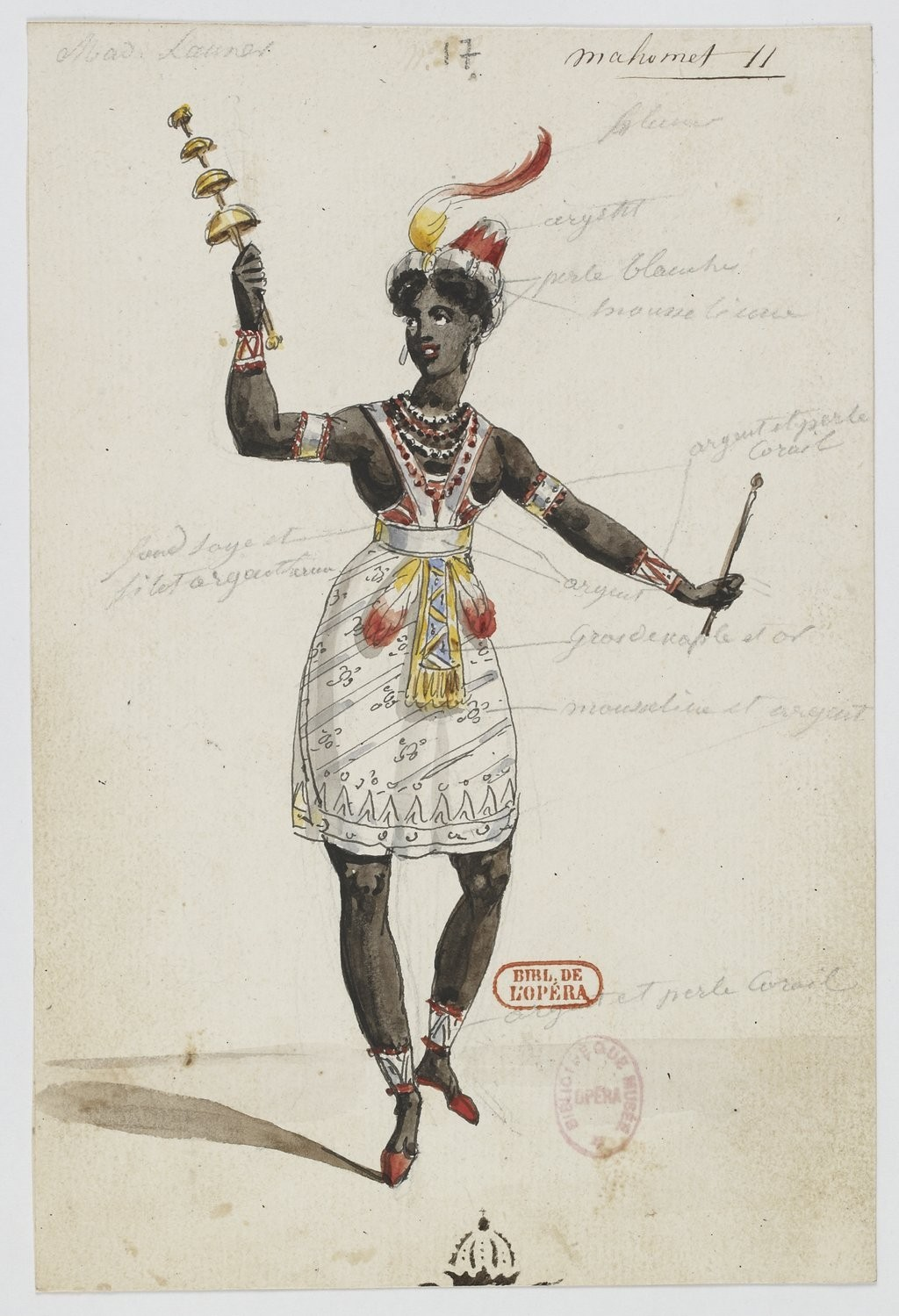
Negerin (Mme Launer)
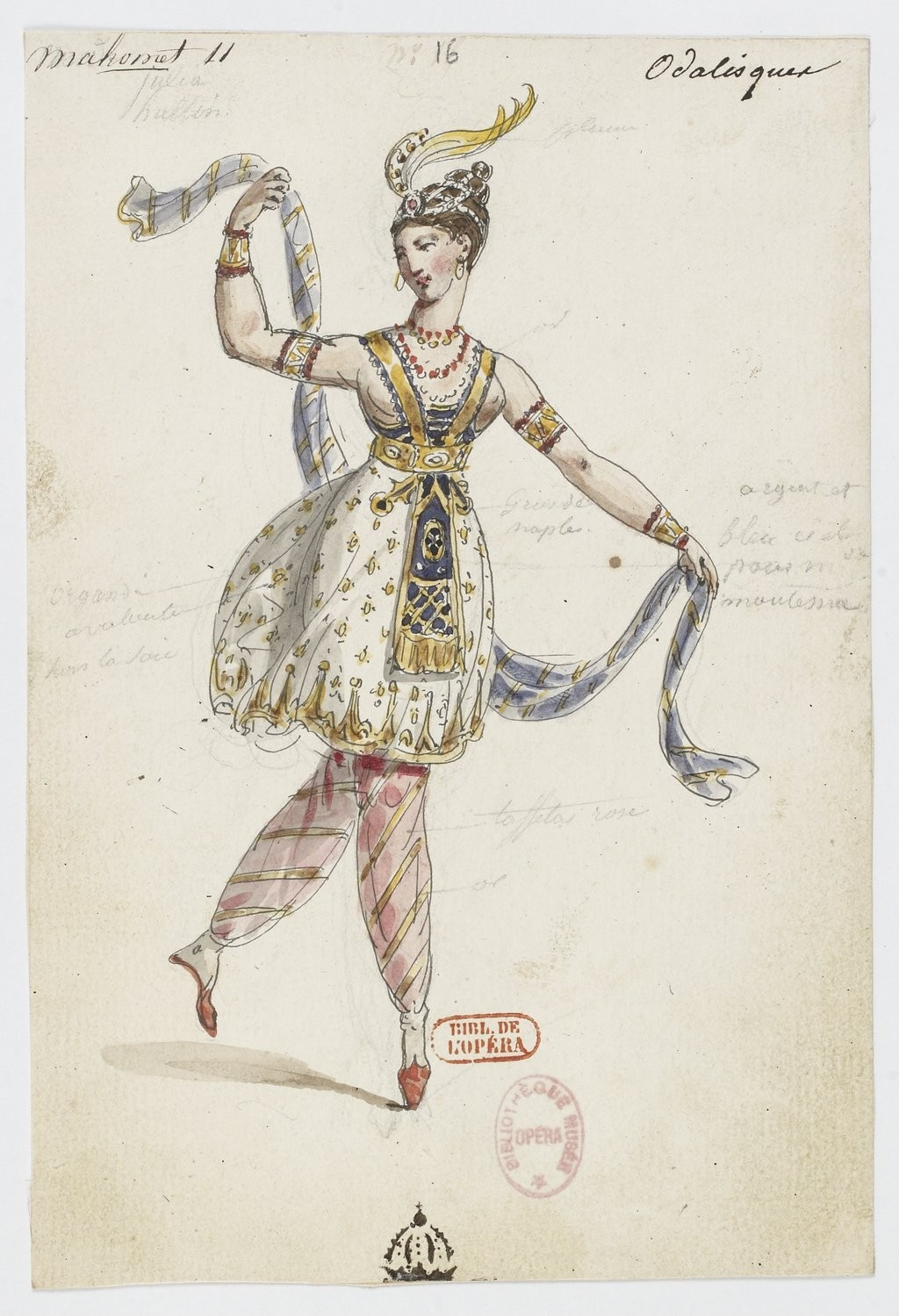
Haremsdame (Mlle Hullin)

Die Oper verbreitete sich schnell. Bereits im folgenden Jahr 1827 wurde sie in einer deutschen Übersetzung von Joseph Kupelwieser in Frankfurt am Main gespielt. Weitere Aufführungen gab es in diesem Jahr auch in Brüssel, Mainz und Rom (konzertant).:436

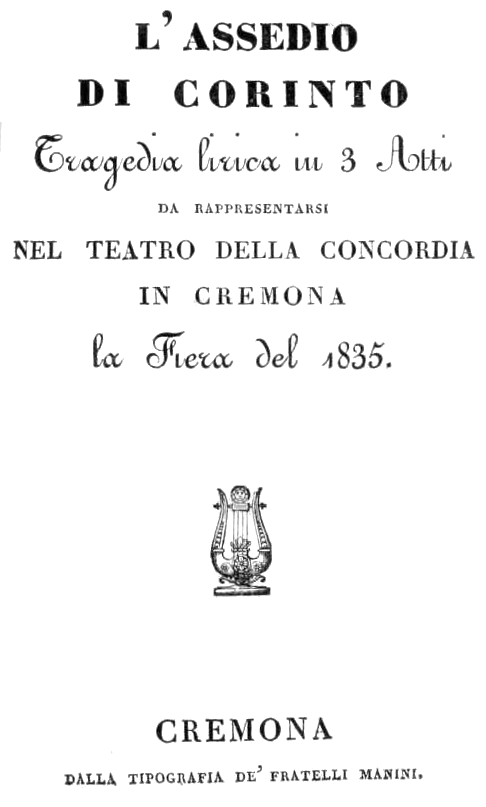
Titelblatt des Librettos, Cremona 1835

Ebenfalls schon 1827 übersetzte Calisto Bassi das Libretto zurück ins Italienische. In dieser Fassung wurde die Oper erstmals 1827 in Barcelona aufgeführt.:123 Ihre erste szenische Aufführung in Italien fand am 26. Januar 1828 in Parma statt. Am 4. Februar 1829 wurde sie in Paris am Théâtre-Italien gespielt, 1831 in Wien, 1833 in New York und am 5. Juni 1834 am Her Majesty’s Theatre in London.:436
1828 wurde L’assedio di Corinto im Teatro Carlo Felice in Genua in einer anderen italienischen Rückübersetzung gespielt.:123 Für diese Fassung schrieb Gaetano Donizetti eine Cabaletta, die in das Duett Pamira/Maometto des zweiten Akts eingefügt und anschließend zum festen Bestandteil der Oper wurde.:436
Die Oper hielt sich bis ungefähr 1870 auf den Spielplänen,:436 wurde aber im Lauf der Zeit immer stärker entstellt.
Im 20. Jahrhundert gab es erst 1949 wieder eine Aufführung beim Maggio Musicale Fiorentino mit Renata Tebaldi in der Rolle der Pamira. 1969 wurde im Teatro alla Scala in Mailand eine Mischfassung aus Maometto II und L’assedio di Corinto unter der der Leitung von Thomas Schippers mit Beverly Sills als Pamira und Marilyn Horne als Neocle (in einer Hosenrolle) gespielt. Die französische Fassung wurde 1981 in Marseille gespielt, allerdings immer noch mit einer Mezzosopranistin in der Rolle des Néoclès. Erst 1992 kam es im Teatro Carlo Felice in Genua wieder zu einer Aufführung der Originalfassung mit Maurizio Comencini als Néoclès und Luciana Serra als Pamyra.
Die Rollennamen der verschiedenen Fassungen lassen sich folgendermaßen zuordnen:
| Maometto II italienisch Neapel 1820 | Le siège de Corinthe französisch Paris 1826 | L’assedio di Corinto italienisch 1827 |
| ----------------------------------- | ------------------------------------------- | ------------------------------------- |
| Maometto II                         | Mahomet II                                  | Maometto II                           |
| Paolo Erisso                        | Cléomène                                    | Cleomene                              |
| Anna                                | Pamyra                                      | Pamira                                |
| Calbo (Alt)                         | Néoclès (Tenor)                             | Neocle                                |
| Condulmiero                         | –                                           | –                                     |
| Selimo                              | Omar                                        | Omar                                  |
| –                                   | Hiéros                                      | Iero                                  |
| –                                   | Adraste                                     | Adraste                               |
| –                                   | Ismène                                      | Ismene                                |

## Aufnahmen
- 2. Januar 1952 (live aus Neapel, stark gekürzt, italienisch): Gabriele Santini (Dirigent), Orchester und Chor des Teatro San Carlo. Mario Petri (Maometto II), Mirto Picchi (Cleomene), Renata Tebaldi (Pamira), Miriam Pirazzini (Neocle), Raffaele Arië (Iero), Piero de Palma (Adraste), Augusto Romani (Omar), Anna Maria Borrelli (Ismène). HARDY CLASSIC CD: HCA 6001-2.[10]:15831
- 4. Januar 1968 (live, Aufnahme von Teilen einer Radiosendung): Marcel Couraud (Dirigent), Orchester und Chor des ORTF. Krista Kristic (Mahomet II), Rémy Corazza (Cléomène), Christiane Eda-Pierre (Pamyra), André Mallabrera (Néoclès), Pierre Thau (Hiéros), Bernard Demigny (Omar), Isabel Andreani (Ismène). Unique Opera Records Corporation UORC 172 (1 LP).[11]
- 11. April 1969 (live aus Mailand, Mischfassung 1820/1826 von Thomas Schippers, italienisch): Thomas Schippers (Dirigent), Orchester und Chor des Teatro alla Scala. Justino Diaz (Maometto II), Franco Bonisolli (Cleomene), Beverly Sills (Pamira), Marilyn Horne (Neocle), Paolo Washington (Iero), Piero de Palma (Adraste), Giovanni Foiani (Omar), Milna Paoli (Ismene). Melodram CD: MEL 27043, Opera d’Oro CD: OPD-1134, Legato CD: LCD 135-2 (2 CD), House of Opera CD-ROM.[10]:15832
- 1974 (Studio, italienisch): Thomas Schippers (Dirigent), London Symphony Orchestra, Ambrosian Opera Chorus. Justino Diaz (Maometto II), Harry Theyard (Cleomene), Beverly Sills (Pamira), Shirley Verrett (Neocle), Gwynne Howell (Iero), Gaetano Scano (Adraste), Robert Lloyd (Omar), Delia Wallis (Ismene). EMI CD: 7 64335 2, EMI Electrola LP: C195-02571/73.[10]:15833
- 1975 (live aus New York, Mischfassung 1820/1826 von Thomas Schippers, italienisch): Thomas Schippers (Dirigent), Orchester und Chor der Metropolitan Opera. Justino Diaz (Maometto II), Harry Theyard (Cleomene), Beverly Sills (Pamira), Shirley Verrett (Neocle), Richard T. Gill (Iero), Arthur Thompson (Adraste), Richard Best (Omar), Betsy Norden (Ismene). Bensar OL 41975 (2 CD).[10]:15834
- 17. Januar 1976 (live aus New York, Mischfassung 1820/1826 von Thomas Schippers, italienisch): Richard Woitach (Dirigent), Orchester und Chor der Metropolitan Opera. Justino Diaz (Maometto II), Enrico di Giuseppe (Cleomene), Beverly Sills (Pamira), Shirley Verrett (Neocle), Richard T. Gill (Iero), Arthur Thompson (Adraste), Richard Best (Omar), Alma Jean Smith (Ismene). Celestial Audio CA 482 (2 CD).[10]:15835
- 21. Dezember 1982 (live aus Florenz, italienisch): Eliahu Inbal (Dirigent), Orchester und Chor des Teatro Comunale di Firenze. Nikola Gjusselew (Maometto II), Ottavio Garaventa (Cleomene), Katia Ricciarelli (Pamira), Martine Dupuy (Neocle), Antonio Zerbini (Iero). Charles Handelman-Live Opera 03592.[10]:15836
- 1992 (live aus Genua): Paolo Olmi (Dirigent), Orchester des Teatro Carlo Felice, Prager Philharmonischer Chor. Marcello Lippi (Mahomet II), Dano Raffanti (Cléomène), Luciana Serra (Pamyra), Maurizio Comencini (Néoclès), Armando Caforio (Hiéros), Vito Martino (Adraste), Francesco Facini (Omar), Francesca Provvisionato (Ismène). Nuova Era CD: 7140/42 (2 CD).[10]:15837
- August 2000 (live vom Rossini Opera Festival Pesaro): Maurizio Benini (Dirigent), Orchester der Opéra National de Lyon, Prager Kammerchor. Michele Pertusi (Mahomet II), Stephen Mark Brown (Cléomène), Ruth Ann Swenson (Pamyra), Giuseppe Filianotti (Néoclès), Carlo Lepore (Hiéros), Alessandro Guerzoni (Adraste), Simone Alberghini (Omar), Iwona Hossa (Ismène). House of Opera CD 597 (3 CD), Premiere Opera Ltd. 1343-3 (3 CD), Celestial Audio CA 320 (3 CD).[10]:15838
- Oktober 2001 (Video, live aus der Opéra National de Lyon): Maurizio Benini (Dirigent), Orchester und Chor der Opéra National de Lyon. Michele Pertusi (Mahomet II), Stephen Mark Brown (Cléomène), Darina Takova (Pamyra), Marc Laho (Néoclès), Christoph Fel (Hiéros), Gérard Bourgoin (Adraste), Paul Gay (Omar), Hélène Obadia (Ismène). Encore DVD 3017.[12]
- Oktober 2006 (live aus Baltimore, italienisch): Steven White (Dirigent), Orchester und Chor der Baltimore Opera. David Cushing (Maometto II), Bruce Ford (Cleomene), Elizabeth Futral (Pamira), Vivica Genaux (Neocle). Premiere Opera 2381-2 (2 CD).[10]:15839
- 2017 (Video; live aus der Adriatic Arena vom Rossini Opera Festival Pesaro): Roberto Abbado (Dirigent), Carlus Padrissa, La Fura dels Baus (Bühne und Regie), Orchestra Sinfonica Nazionale della RAI, Coro del Teatro Ventidio Basso. Luca Pisaroni (Mahomet II), John Irvin (Cléomène), Nino Matschaidse (Pamyra), Sergey Romanovsky (Néoclès), Carlo Cigni (Hiéros), Xabier Anduaga (Adraste), Iurii Samoilov (Omar), Cecilia Molinari (Ismène). Unitel Cmajor (2 DVDs).[13]